# Skupina galaxií v Sochaři
Skupina galaxií v Sochaři je volná skupina třinácti známých galaxií v souhvězdí Sochaře, jedna z nejbližších k Místní skupině galaxií (jejímž členem je naše galaxie Mléčná dráha). Od naší galaxie je vzdálená zhruba 3,9 milionů parseků. Je součástí Místní nadkupy galaxií.

## Členové skupiny
| Galaxie                                         | Typ         | Rektascenze (J2000) | Deklinace (J2000) | Radiální rychlost (km/s) | Hvězdná velikost |
| ----------------------------------------------- | ----------- | ------------------- | ----------------- | ------------------------ | ---------------- |
| IC 1574                                         | IM(s)m      | 00h 43m 03,8s       | -22°14′49″        | 363 ± 4                  | 15,1             |
| NGC 59                                          | SA(rs)0     | 00h 15m 25,1s       | -21°26′39,8″      | 362 ± 10                 | 13,1             |
| NGC 247                                         | SAB(s)d     | 00h 47m 08,5s       | -20°45′37″        | 156 ± 2                  | 9,9              |
| NGC 625                                         | SB(s)m      | 01h 35m 04,6s       | -41°26′10″        | 396 ± 1                  | 11,7             |
| NGC 7793                                        | SA(s)d      | 23h 57m 49,8s       | -32°35′28″        | 227 ± 2                  | 10,0             |
| PGC 2881                                        | IABm        | 00h 49m 20,9s       | -18°04′32″        |                          | 16,5             |
| PGC 2933                                        | IAB(s)m pec | 00h 50m 24,3s       | -19°54′24″        |                          | 16,6             |
| PGC 6430                                        | IB(s)m      | 01h 45m 03,7s       | -43°35′53″        | 391 ± 2                  | 12,7             |
| Sculptor-dE1                                    | dE          | 00h 23m 51,7s       | -24°42′18″        |                          | 16,9             |
| Trpasličí nepravidelná galaxie Sochař (PGC 621) | IBm         | 00h 08m 13,4s       | -34°34′42″        | 221 ± 6                  | 15,5             |
| Galaxie Sochař (NGC 253)                        | SAB(s)c     | 00h 47m 33,1s       | -25°17′18″        | 243 ± 2                  | 8,0              |
| UGCA 15                                         | IB(s)m      | 00h 49m 49,2s       | -21°00′54″        | 295 ± 0                  | 15,2             |
| UGCA 442                                        | SB(s)m      | 23h 43m 45,5s       | -31°57′24″        | 267 ± 2                  | 13,6             |

### Sporní členové skupiny
Nepravidelná galaxie NGC 55, spirální galaxie NGC 300 a její doprovodné galaxie jsou někdy zahrnovány jako členové této skupiny galaxií. Podle jiných měření jsou však tyto galaxie ve stejné oblasti na obloze v jiné vzdálenosti. Nejsou proto členové skupiny.